# Pouteria aristata
Pouteria aristata é um espécie de planta na família Sapotaceae. É encontrada em Cuba.